# Santa Bárbara, Chile
Santa Bárbara är en ort i Chile.   Den ligger i provinsen Provincia de Biobío och regionen Región del Biobío, i den södra delen av landet, 500 km söder om huvudstaden Santiago de Chile. Santa Bárbara ligger 235 meter över havet och antalet invånare är 13 405.
Terrängen runt Santa Bárbara är platt åt nordväst, men åt sydost är den kuperad. Santa Bárbara ligger nere i en dal. Det finns inga andra samhällen i närheten.
I omgivningarna runt Santa Bárbara växer i huvudsak städsegrön lövskog. Runt Santa Bárbara är det mycket glesbefolkat, med 3 invånare per kvadratkilometer.